# Rio dos Cedros
Rio dos Cedros este un oraș în Santa Catarina (SC), Brazilia.